# 蒙特福特-伊尔皮诺
蒙特福特-伊尔皮诺（義大利語：Monteforte Irpino），是意大利阿韦利诺省的一个市镇。总面积26.7平方公里，人口12226人，人口密度457.9人/平方公里（2009年）。ISTAT代码为064054。